# Orifício atrioventricular direito

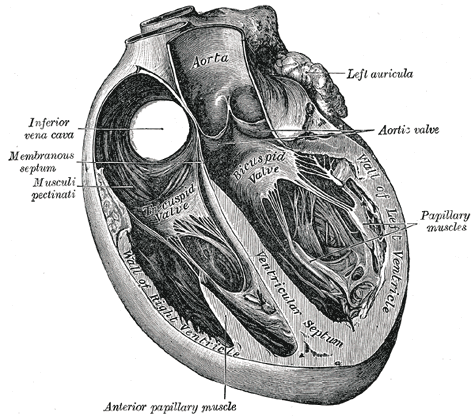
Coração humano seccionado

O orifício atrioventricular direito ou abertura atrioventricular direita é uma grande abertura oval de comunicação entre o átrio direito e o ventrículo direito.
Possui a valva tricúspide.